# Omar m'a tuer
Pour le film, voir Omar m'a tuer (film).
« Omar m'a tuer » est une phrase à la graphie incorrecte, liée à l'affaire Omar Raddad. Devenue célèbre dans le cadre de cette affaire judiciaire, elle fait rapidement l'objet de nombreux détournements. 

## Origine de la phrase
Le 24 juin 1991, les gendarmes découvrent le corps sans vie de Ghislaine Marchal dans la cave de son domicile de Mougins. Près du corps, la phrase accusatrice « Omar m'a tuer » est retrouvée, écrite en lettres de sang sur une porte. Elle semble imputer le crime à Omar Raddad, jardinier de Ghislaine Marchal. 
Cette inscription est célèbre pour la faute de grammaire qu'elle contient, l'accord correct étant « Omar m'a tuée ». En effet, il est supposé par l'enquête que Ghislaine Marchal a écrit cette accusation : le « m' » (« moi ») est ici le complément d'objet direct pour « Ghislaine ». Il est placé avant l'auxiliaire avoir (« m'a »). L'accord du participe passé du verbe « tuer » doit donc être fait au féminin : « tuée »,.  
L'ensemble du débat autour de cette phrase et de cette faute se résume à la question de l'authenticité de l'inscription, la défense d'Omar Raddad faisant valoir que Ghislaine Marchal, décrite comme une femme éduquée et de bonne famille, n'aurait pu commettre une telle faute de grammaire. D'autres soulignent cependant que cette faute d'accord est fréquente chez les locuteurs francophones et que la victime l'aurait aussi commise dans des documents retrouvés par les gendarmes, mais dont l'expertise est contestée.  
En tant qu'indice ambigu, la phrase est devenue l'emblème de toute l'affaire criminelle, au point de servir de titre au film qui porte à l'écran l'histoire de ce meurtre.

## Détournements de la faute

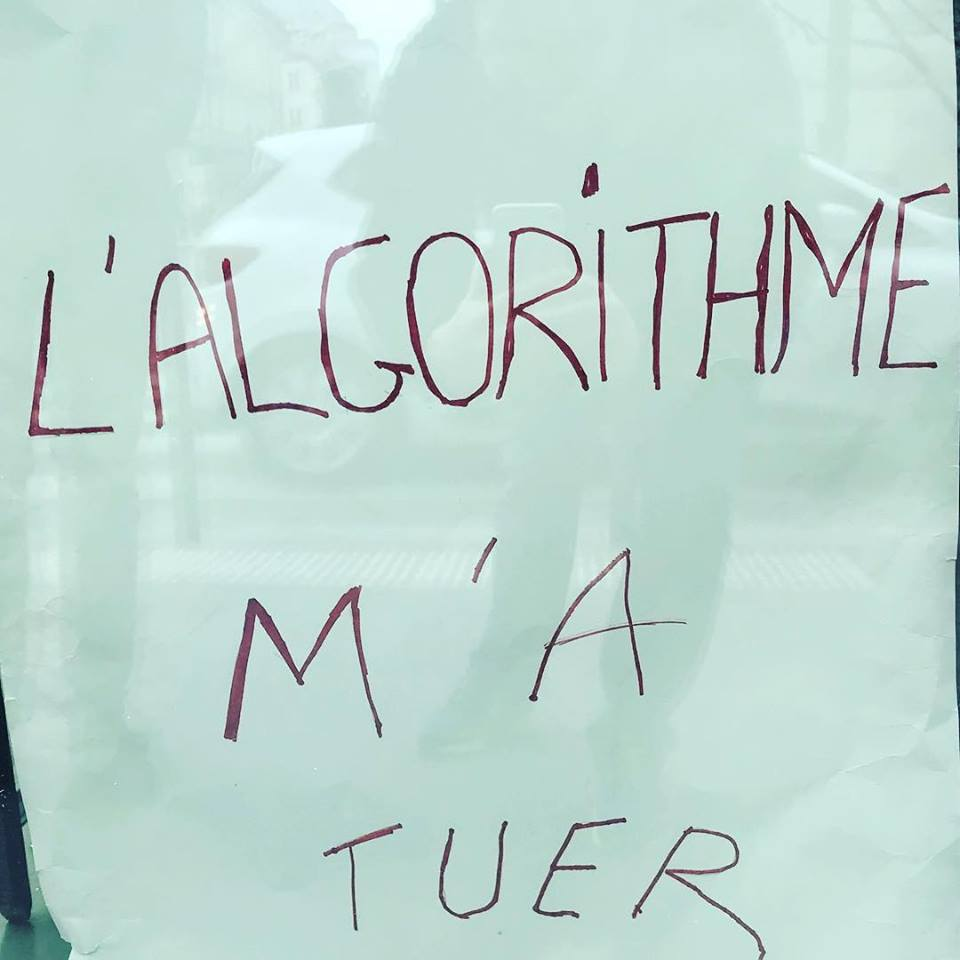
« L'ALGORITHME M'A TUER », maison des Avocats (vitrine) à Lyon. La faute de grammaire est une référence à l'affaire Omar Raddad.

L'erreur de grammaire est imitée volontairement dans un grand nombre de pamphlets, pas toujours compris par le lecteur qui n'a pas forcément en mémoire le contexte original.  
Le premier détournement connu de l'expression date du 17 février 1994, dans une tribune publiée dans le journal Le Monde par André Rousselet, « Édouard m'a tuer », où il rend le Premier ministre d'alors, Édouard Balladur, responsable de son éviction de la présidence de Canal+. Jacques Médecin publie la même année un livre sous-titré « Mitterrand m'a tuer ». 
De nombreux détournements ont ainsi été effectués. En septembre 2011, il y a déjà pas moins de douze livres publiés dont le titre suit cette matrice syntaxique, comme Sarko m'a tuer. Le sur-titre d'une des affiches promotionnelles de Canal+ pour le film Intouchables est « Omar m'a pousser », en référence à Omar Sy qui y joue le rôle de l'aide d'un tétraplégique.
En juillet 2019, Mediapart révèle que, entre 2017 et 2018, François de Rugy, alors président de l'Assemblée nationale, a organisé de somptueux et onéreux repas, incluant notamment du homard. Le jeu de mots « Homard m'a tuer » devient alors viral sur les réseaux sociaux, notamment par utilisation du mot-clic « #HomardMaTuer » sur Twitter.
En 2023, alors que la ville de Liège, en Belgique, est éventrée dans toute sa longueur depuis plusieurs mois pour les travaux du tram de Liège et ses nombreux retards, un collectif citoyens placarde sur les vitrines des commerces concernés par la perte de clients due aux travaux une affiche avec, comme inscription, « Le Tram m'a tuer ».